# Diecezja Butare
Diecezja Butare (łac. Dioecesis Butarensis, ang. Diocese of Butare) – rzymskokatolicka diecezja ze stolicą w Butare, w Rwandzie. Jest sufraganią archidiecezji kigalijskiej.
W 2021 na terenie diecezji pracowało 164 zakonników i 594 sióstr zakonnych.

## Historia
11 września 1961, mocą decyzji papieża Jana XXIII wyrażonej w bulli Gaudet sancta, erygowano diecezję Astrida (dawna nazwa Butare). Dotychczas tereny nowego biskupstwa należały do archidiecezji Kabgayi (obecnie diecezja). Biskupstwo Butare zostało sufraganią arcybiskupstwa Kabgayi.
12 listopada 1963 po zmianie nazwy katedralnego miasta, zmieniona została nazwa diecezji na obecną.
10 kwietnia 1976 diecezja Butare została sufraganią arcybiskupstwa kigalijskiego.
W latach 1981–1989 w należącej do diecezji Parafii Maryi Matki Bożej w Kibeho objawiła się Matka Boża.
30 marca 1992 część parafii diecezji Butare (w tym parafia w Kibeho) weszło w skład powstałej w tym dniu diecezji Gikongoro.

## Główne świątynie
- Katedra: Katedra Matki Bożej Mądrości w Butare

## Biskupi
Wszyscy biskupi byli Rwandyjczykami.

### Biskup Astridy
- Jean-Baptiste Gahamanyi (11 września 1961 - 12 listopada 1963)

### Biskupi Butare
- Jean-Baptiste Gahamanyi (12 listopada 1963 - 2 stycznia 1997)
- Philippe Rukamba (2 stycznia 1997 - 12 sierpnia 2024)
- Jean Bosco Ntagungira (nominat) (12 sierpnia 2024 -)